# Penrhyndeudraeth
Penrhyndeudraeth est une petite ville dans le comté gallois de Gwynedd. La ville se situe à 4,8 km à l'est de Porthmadog, et comptait 2 150 habitants en 2011, pour 2 031 en 2001.

## Histoire
Un ancien établissement de quelques cottages à Upper Penrhyn s'appelait à l'origine Cefn Coch, nom porté par l'école primaire de Penrhyndeudraeth, connue sous le nom d'Ysgol Cefn Coch. Le sol sur lequel elle se trouvait était un marais. La ville actuelle a d'abord existé en tant que centre commercial à un propriétaire foncier local, David Williams de Castell Deudraeth près de Minffordd, qui, au milieu du XIXe siècle, a asséché le marais, et construit de nombreuses rues. Williams donna à Penrhyndeudraeth de larges rues et de grands espaces. La place principale est un carrefour avec quatre routes possibles.

## Culture et héritage
Selon le recensement de 2011, Penrhyndeudraeth est la 19e communauté la plus gallophone du pays de Galles, avec environ 76 % de ses résidents âgés de trois ans ou plus déclarant qu'ils pouvaient parler gallois,,,.
Il y a beaucoup de traces de langue du vieux gallois dans les noms de lieux dans la région de Penrhyndeudraeth, comme le « Pont Briwet ».
Alun 'Sbardun' Huws de Penrhyndeudraeth a écrit une chanson, Strydoedd Aberstalwm (« Les rues d'il y a longtemps »), en hommage au village. Son groupe Y Tebot Piws a enregistré son album d'adieu au Penrhyndeudraeth Memorial Hall en 2011.

## Résidents célèbres
- Le philosophe Bertrand Russell (1872-1970), a vécu à Plas Penrhyn à partir de juillet 1956, jusqu'à sa mort là-bas[10]
- Le poète et le ministre méthodiste calviniste Nathaniel Jones (1832-1905)
- Fanny Edwards, maîtresse d'école et auteur de langue galloise (1876-1959)[11]
- Gwilym Deudraeth (William Thomas Edwards) (1863-1940), Auteur gallois[12]
- Alun « Sbardun » Huws (1948-2014), membre fondateur du groupe de rock gallois Y Tebot Piws, compositeur, directeur de programme à HTV et BBC

## Galerie

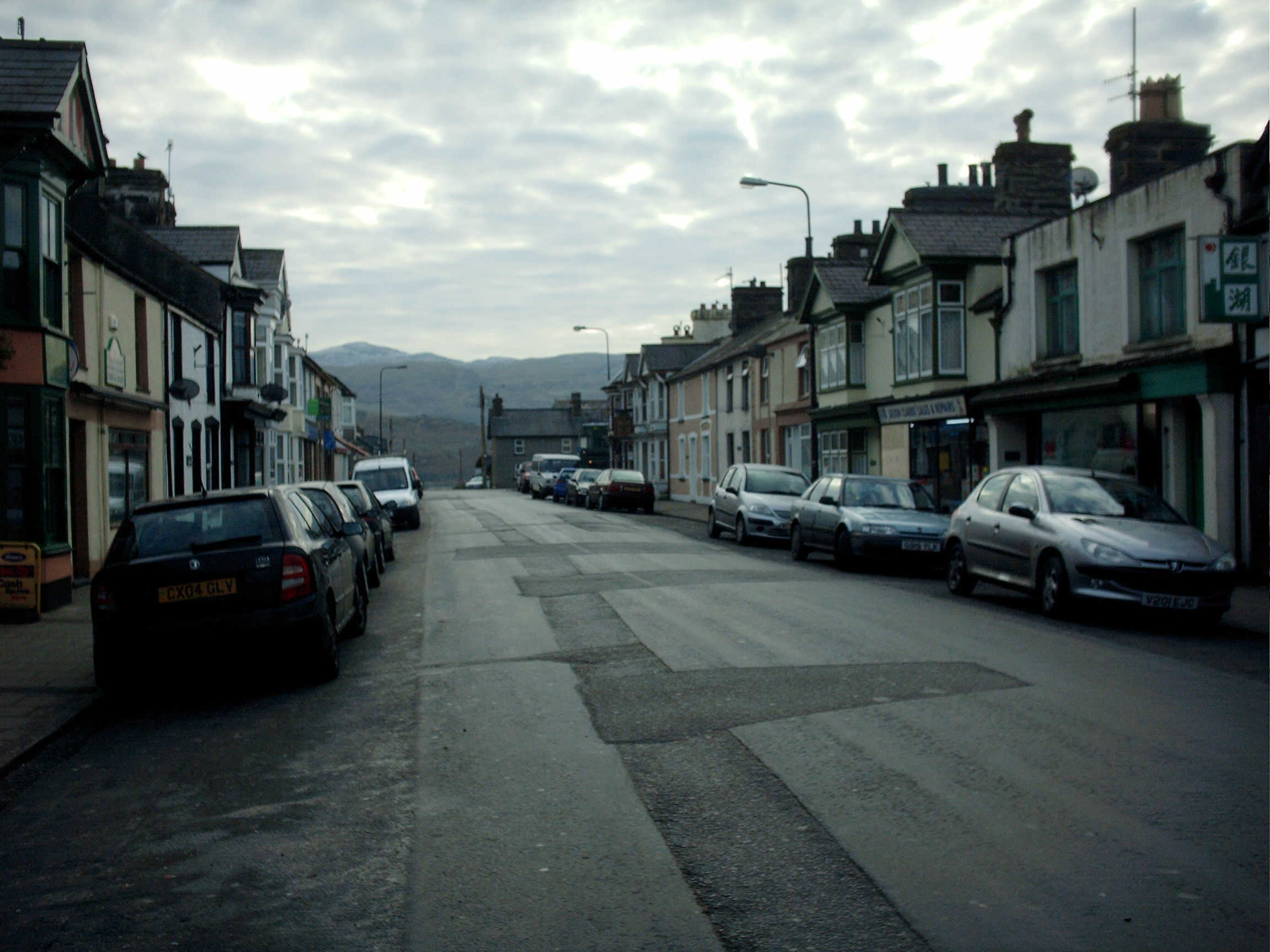
Rue principale
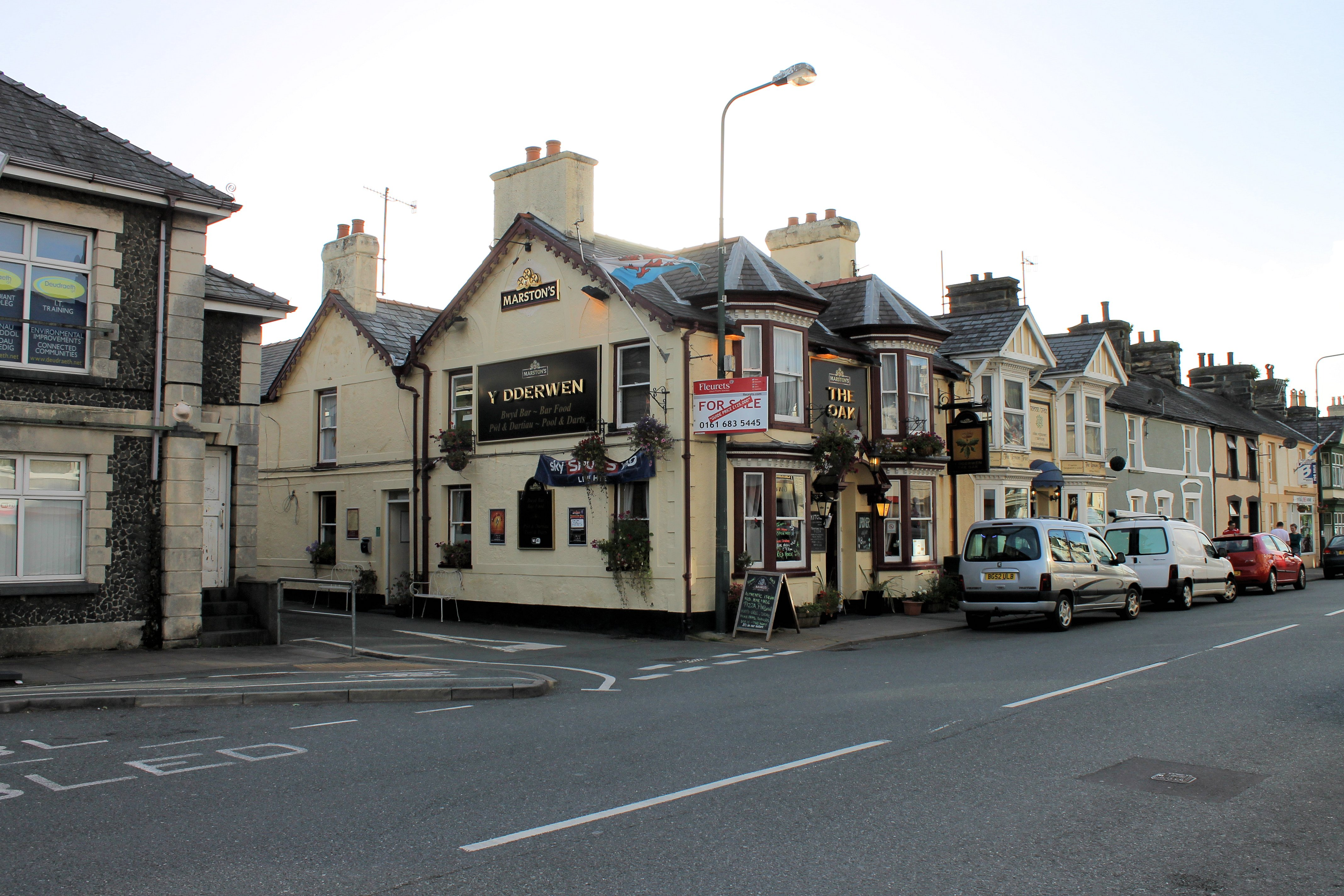
Le pub The Oak
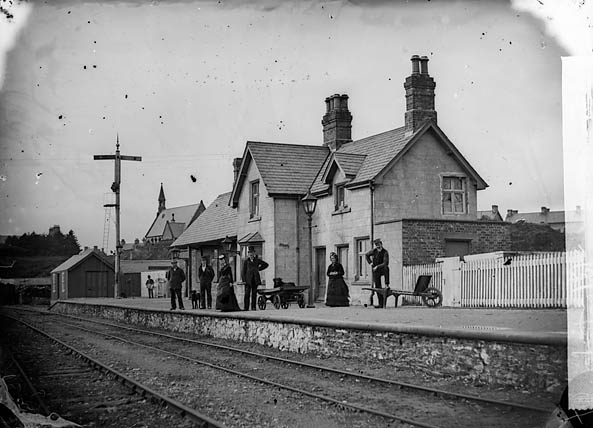
La gare en 1875.
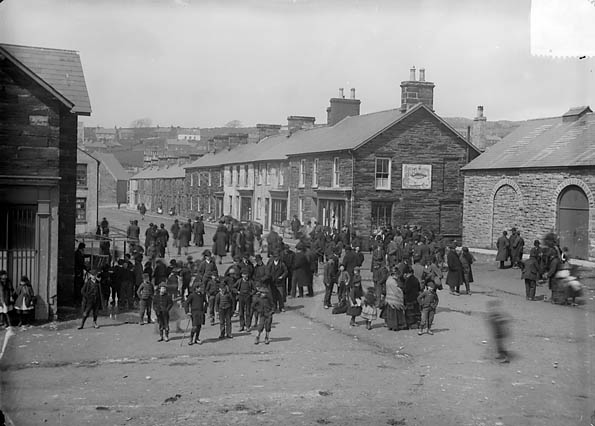
La foire en 1888.
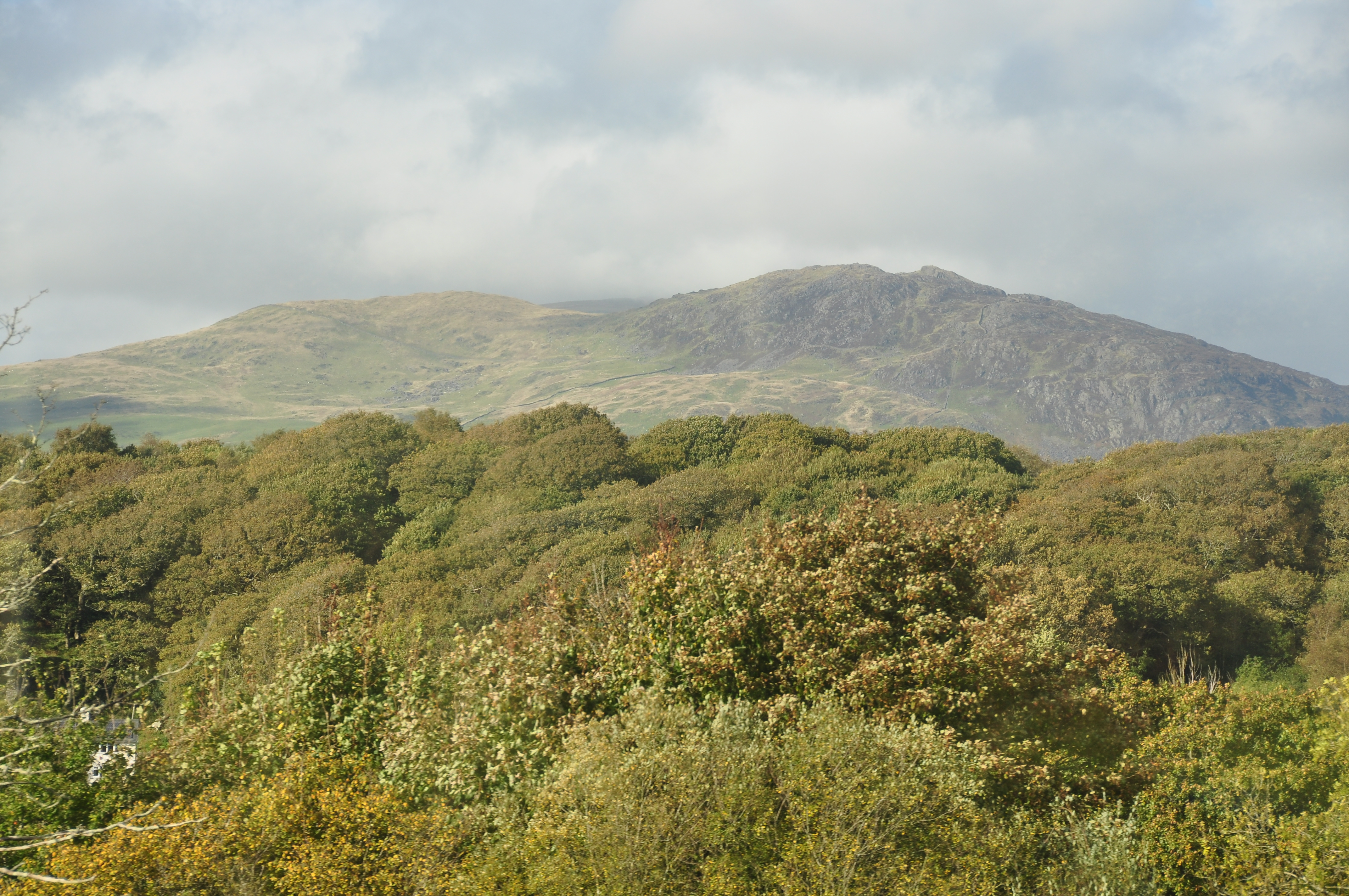
Bois et montagnes à proximité.